# Ті, хто пережив Голокост
Ті, що пережили Голокост — особи (як живі, так і покійні), які були насильно переселені, зазнали переслідування або дискримінації з боку німецьких нацистів та їх союзників за расовими, релігійними, етнічними або політичними причинами в період з 1933 по 1945 рік. Поряд з колишніми в'язнями концентраційних таборів, гетто та тюрем це визначення включає також біженців, евакуйованих і переховувалися від нацистів та їх пособників на окупованих територіях.

## Тлумачення терміна
Норман Фінкельштейн вважає, що в останні роки тлумачення терміна «ті, що пережили Голокост» змінилося. Він означає не тільки тих, хто постраждав за нацистів, а й тих, кому вдалося уникнути цих страждань. До цієї категорії тепер відносяться всі євреї, що рятувалися від німців на території Радянського Союзу, наприклад, більше 100 000 польських євреїв, які після вступу нацистів до Польщі втекли в СРСР під приводом, що вони «могли б стати жертвами голокосту, якби потрапили до рук німців». Норман Фінкельштейн розповідає про людину, яка провела всю війну в Тель-Авіві, але вважає себе тим, хто пережив Голокост, тому що його бабуся загинула в Освенцімі.
Дослідники Голокосту зауважують, що ті, що пережили Голокост часто стверджують, ніби в Освенцімі на них ставив досліди сам Йозеф Менгеле.
Тих хто вижив, також називають «живим дивом». Кожний з тих хто вижив вважає, що він врятувався дивом, багато з них побували в декількох «таборах знищення».

## Кількість тих, хто пережив Голокост
Річард Харвуд з посиланням на єврейську німецькомовну газету «Aufbau» від 30 червня 1965 року повідомляє, що число євреїв, які пережили Голокост і вимагали компенсації від Західно-Німецького уряду за нібито понесені страждання між 1939 і 1945 рр. постійно зростала, і за десять років, з 1955 по 1965 рр. воно зросло в три рази, досягнувши цифри 3.375 мільйона.
В Ізраїлі бюро прем'єр-міністра Нетаньяху налічувало майже мільйон тих, що пережили Голокост і які ще живі. За іншими даними, сьогодні в Ізраїлі живе близько 240 тис. чоловік, які пережили Голокост. Більшість з них скаржаться, що уряд недостатньо їх підтримує, і що в багатьох європейських країнах вижилим в'язням нацистських концтаборів живеться набагато краще
.
Відповідно до доповіді уряду Ізраїлю, на початку 2004 року, через 59 років після закінчення Другої Світової війни, по всьому світу проживало 1.092.000 тих, хто пережив Голокост, близько половини з них в Ізраїлі, близько 10 відсотків постраждалих помирають щороку.
Відділ реєстрації осіб, які пережили Голокост, Американського Меморіального музею Голокосту веде пошук людей, що залишилися в живих після Катастрофи. База даних Відділу містить інформацію про більш ніж 196 тисяч осіб, найбільше число з яких проживає в Північній Америці.
За повідомленням єврейського агентства JTA в жовтні 2010 року в США проживало 127.000 тих, хто пережив Голокост, з них більше трьох чвертей старше 75 років, більшості за 80 і за 90 років.
Близько 20.000 тисяч євреїв, які пережили голокост, повинні були отримати в 1998 р. по $1000 від швейцарського Фонду пам'яти голокосту.
Німецький федеральний фонд «Пам'ять. Відповідальність. Майбутнє» в 2004 році виплатив компенсації 472 тисячам жертвам Голокосту, що живуть на території України, першими їх отримали колишні в'язні концтаборів і гетто.
В Польщі на початок 2010 року залишилось в живих приблизно 7000 колишніх в'язнів концтаборів. В Німеччині 13 тис. євреїв, що вижили в концтаборах, в 2009 році отримувати від німецького уряду по 240 євро допомоги на місяць.

## Компенсації
Через організацію Claimes Conference, яка займається програмами виплати компенсацій єврейським жертвам нацизму, уряд Німеччини з 1952 року виплатив більше 60 мільярдів доларів компенсацій тим хто пережив Голокост.

## Персоналії
Серед тих, хто пережив Голокост, багато видатних дослідників Голокосту — Ойген Когон, Симон Візенталь, Симона Вейль, Семюель Писар, Елі Візель, Саул Фрідлендер, Анрі Красуцький, Зигмунт Бауман, Ісраель Шахак, також багато діячів культури — письменники Йехіель Дінур, Стефан Цвейг, Кітті Харт, Герман Розенблат, Філіп Мюллер, Емеріх Рот, політиків — колишній президент кнесету Д. Шіланський, християнський демократ Ерік Блюменфельд, голова Європарламенту і французький міністр охорони здоров'я Сімона Вайль, рабинів — головний рабин Тель-Авіву Меїр Лау та багато інших.

## Становище
Багато з тих, хто пережив Голокост, живуть у Німеччині на краю бідності, особливо євреї, які іммігрували до Німеччини за останні десятиліття з країн Центральної та Східної Європи і не можуть отримати компенсацію.
Восени 2007 р. федеральний уряд Німеччини ухвалив «Директиву про визнання виплат за роботу в гетто, яка не була роботою з примусу і досі не враховується нормами соціального страхування». Навколо цього документа вибухнули суперечки: про небезпечне формулювання, про спробу фальсифікації історії і про факт нерівного поводження з тими, хто пережив Голокост. Ті, хто пережив Голокост, написали відкритого листа Канцлеру Федеративної Республіки Німеччини Ангелі Меркель, в якому скаржаться, що єврейські жертви націонал-соціалізму — іммігранти з колишнього СРСР, досі не мають встановленого законом правового статусу осіб, які переслідувалися націонал-соціалістичним режимом: «Це здається протиприродним, але переживаємо пекло Голокосту знову, як і раніше, але тепер вже в демократичній Німеччині, де зазнали селекції: на відміну від нас, наші побратими з Польщі, Угорщини, Румунії та інших країн, які приїхали сюди у повоєнні 1950-і і 1960-ті рр., відразу ж отримали цей статус, повноцінну пенсію за Федеральним законом про відшкодування жертвам нацистських переслідувань, а також встановлені згідно з законом пільги, зокрема, що стосуються спеціального медичного обслуговування».
В той же час, більшість з тих, хто пережив Голокост і проживають в Ізраїлі, скаржаться, що уряд недостатньо їх підтримує, і що в багатьох європейських країнах колишнім в'язням нацистських концтаборів живеться набагато краще. За даними єврейської організації «Claims Conference», з 200 тисяч євреїв, що пережили Голокост і проживають в Ізраїлі, 70 тисяч знаходяться за межею бідності, ще 120 тисяч євреїв, з тих що пережили Голокост, живуть в бідності в країнах Середньої та Східної Європи.